# Héctor Yuste
Héctor Yuste Cantón (ur. 12 stycznia 1988 w Kartagenie) – hiszpański piłkarz występujący na pozycji pomocnika w RCD Mallorca.